# Pieśń stopni

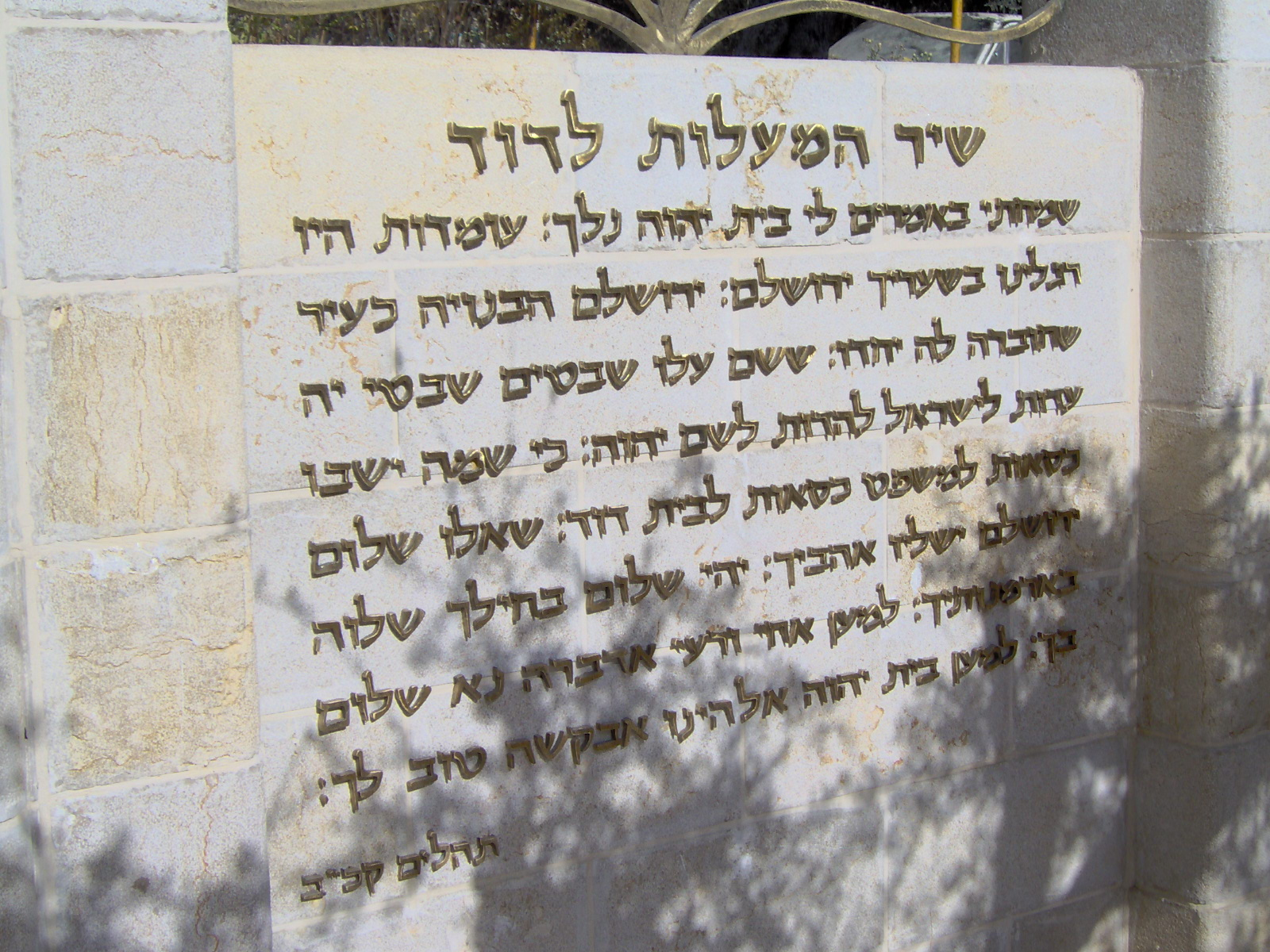
Psalm 122, jedna z Pieśni stopni w języku hebrajskim na murze przy wejściu do miasta Dawida (Jerozolima)

Pieśń stopni, także pieśń wstępowań (hebr. שִׁיר המַעֲלוֹת, Szir hammaʽalòt) – grupa piętnastu psalmów ponumerowanych w Biblii hebrajskiej od 120 do 134.
Cztery psalmy tej grupy (122, 124, 131 i 133) są przypisywane Dawidowi, a jeden 127 Salomonowi. Autorów pozostałych psalmów stopni nie podano.
Psalmy stopni należą do tych, które zostały nazwane „pieśniami”. Określenie to poprzedza każdy utwór z tej grupy. Łacińska nazwa psalmi graduales („pieśni pielgrzymów”) nawiązuje do jednej z interpretacji tej grupy psalmów, wskazującej, że były one śpiewane przez Izraelitów zdążających trzy razy w roku stromymi drogami do Jerozolimy, położonej wysoko w Górach Judzkich, do Świątyni Jerozolimskiej, z okazji dorocznych świąt Paschy, Pięćdziesiątnicy i Namiotów. Miały one przygotować Izraelitów na osobiste spotkanie z Bogiem w Świątyni. Całe to wydarzenie było wyrazem tęsknoty i pragnienia zbliżenia się do Jahwe.
Według innej interpretacji pieśni te były śpiewane przez wygnańców, podczas gdy wracali do Izraela z niewoli babilońskiej po edykcie Cyrusa wydanym w 539 roku p.n.e.
Jeszcze inna teoria mówi, że termin „stopnie” nawiązuje do specyficznej budowy literackiej tych psalmów, które niejako nakładają się na siebie. Ostatnie słowa jednego wiersza pojawiają się jako pierwsze w wierszu następnym.
Według odrzucanej dziś tradycji żydowskiej pochodzącej z Miszny (Middot 2.5) te 15 pieśni stopni mieli śpiewać Lewici w Świątyni Jerozolimskiej podczas wchodzenia na 15 stopni oddzielających Dziedziniec Kobiet od Dziedzińca Izraela.